# Ибраш-Эли
Ибра́ш-Эли́ (укр. Ібраш-Елі, крымскотат. İbraş Eli, Ибраш Эли) — исчезнувшее село в Сакском районе Республики Крым (согласно административно-территориальному делению Украины — Автономной Республики Крым), располагавшийся на северо-западе района, в степной зоне Крыма, у восточного берега озера Донузлав, сейчас фактически — северо-восточная окраина современного пгт Новоозёрное городского округа Евпатория.

## История
Первое документальное упоминание села встречается в Камеральном Описании Крыма… 1784 года, судя по которому, в последний период Крымского ханства Ибрак Эли входил в Байнакский кадылык Козловского каймаканства.
После присоединения Крыма к России (1783), (8) 19 февраля 1784 года, именным указом Екатерины II сенату, на территории бывшего Крымского ханства была образована Таврическая область и деревня была приписана к Евпаторийскому уезду. После павловских реформ, с 1796 по 1802 год входила в Акмечетский уезд Новороссийской губернии. По новому административному делению, после создания 8 (20) октября 1802 года Таврической губернии, Ибрам-Эли был включён в состав Кудайгульской волости Евпаторийского уезда.
По Ведомости о волостях и селениях, в Евпаторийском уезде с показанием числа дворов и душ… от 19 апреля 1806 года в деревне Ибрам-Эли числилось 27 дворов, 170 крымских татар и 5 ясыров. На военно-топографической карте генерал-майора Мухина 1817 года деревня Ибрашель обозначена с 25 дворами. После реформы волостного деления 1829 года Ибрам-Эли, согласно «Ведомости о казённых волостях Таврической губернии 1829 года» остался в составе Кудайгульской волости. На карте 1836 года в деревне 18 дворов. Затем, видимо, вследствие эмиграции крымских татар в Турцию, деревня заметно опустела и на карте 1842 года Ибраш-эли обозначен условным знаком «малая деревня», то есть, менее 5 дворов.
В 1860-х годах, после земской реформы Александра II, деревню приписали к Чотайской волости. В «Списке населённых мест Таврической губернии по сведениям 1864 года», составленном по результатам VIII ревизии 1864 года, Ибраш-Эли — владельческая русская деревня, с 3 дворами, 14 жителями и мечетью при озере Донузлаве. По обследованиям профессора А. Н. Козловского 1867 года, глубина колодцев в деревне составляла 10 саженей (21 м), вода в которых была «горьковатая или солоноватая». На трёхверстовой карте Шуберта 1865—1876 года в деревне Ибраш-Эли 8 дворов. В «Памятной книге Таврической губернии 1889 года», по результатам Х ревизии 1887 года, в деревне Ибрам-Эли числилось 18 дворов и 101 житель. Согласно «…Памятной книжке Таврической губернии на 1892 год», в деревне Ибрам-Эли, входившей в Актачинский участок, было 62 жителя в 9 домохозяйствах.
Земская реформа 1890-х годов в Евпаторийском уезде прошла после 1892 года, в результате Ибрам-Эли отнесли к Донузлавской волости. По «…Памятной книжке Таврической губернии на 1900 год» в деревне числилось 83 жителя в 18 домохозяйствах. По Статистическому справочнику Таврической губернии. Ч.II-я. Статистический очерк, выпуск пятый Евпаторийский уезд, 1915 год, в селе Ибраиш-Эли (Бендебери П. Ф.) Донузлавской волости Евпаторийского уезда числилось 14 дворов с русскими жителями в количестве 71 человека приписного населения и 28 — «постороннего», из которых 52 мужчины и 33 женщины. К селению было приписано 528 десятин удобной земли, но все дворы были безземельные. В хозяйствах имелось 98 лошадей, 64 вола, 29 коров и 54 головы мелкого скота.
В последний раз Ибраш-Эли отмечен на километровой карте Генштаба Красной армии 1941 года, при этом отсутствует в Списке населённых пунктов Крымской АССР по Всесоюзной переписи 17 декабря 1926 г. и его уже нет на двухкилометровке РККА 1942 года и в дальнейшем в доступных источниках не встречается.

### Динамика численности населения
| - 1805 год — 175 чел. - 1864 год — 14 чел. - 1889 год — 101 чел. | - 1892 год — 62 чел. - 1900 год — 83 чел. - 1915 год — 71/28 чел. |